# Sonnenenergie (Zeitschrift)
Sonnenenergie ist eine viermal jährlich erscheinende Zeitschrift für erneuerbare Energien und Energieeffizienz. Die deutschsprachige Zeitschrift ist seit 1976 das von der Deutschen Gesellschaft für Sonnenenergie e.V. (DGS) im Eigenverlag herausgegebene offizielle Fachorgan der DGS. Erster Verantwortlicher Redakteur war Axel Urbanek.
Seit 2024 ist Tatiana Abarzúa Chefredakteurin der Solar-Fachzeitschrift.